# Tabu (glasbena skupina)
Tabu je slovenska pop rock skupina, ki je nastala leta 1998. Prvotni člani so bili Nina Vodopivec (vokal), Primož Štorman (bobni), Tomaž Trop (kitara), Iztok Melanšek (bas kitara), Marjan Pader (akustična kitara) in Sandi Trojner (klaviature). V takšni zasedbi je skupina izdala prve tri albume.
Leta 2006 je prišlo v skupini do nekaterih sprememb med drugim jo je zaradi težav z glasilkami zapustila tudi pevka Nina, tako da so Tabu sestavljali Primož Štorman, Tomaž Trop, Iztok Melanšek ter dva nova člana: Aleš Beriša (klaviature) in Tina Marinšek (vokal). 
V tej zasedbi so leta 2007 izdali singl »Oblak za dva«, leta 2008 »Pesek in dotik« ter leta 2009 »Namesto srca«. Kasneje leta 2009 je izšel njihov četrti album z naslovom 42.
Po osmih letih sodelovanja so se marca 2015 razšli s Tino Marinšek, skupini pa se je pridružila Eva Beus. 24. novembra 2015 so objavili nov singl z naslovom »Greva dol«, februarja naslednjega leta pa napovedali nov studijski album, ki naj bi izšel aprila. 17. marca je skupina potrdila izid albuma Nabiralka zvezd 15. aprila 2016, teden pozneje pa so predstavili drugi singel s prihajajočega albuma »Do kosti«.
Marca 2018 je izšel singl z naslovom "Hodi sam". 2023 Evo Beus v vlogi vokala zamenja ptujčanka Katarina Samobor. 

## Diskografija

### Studijski albumi
- Tabu (2000)
- Male nore ideje (2002)
- Lunlagun (2004)
- 42: O smislu življenja, vesolja in sploh vsega (2009)
- Hvala za ribe! (2013, EP)
- Nabiralka zvezd (2016)
- BONBON (2025)

### Albumi v živo
- Dan 202 (2014) – s Simfoničnim orkestrom RTV Slovenija
- Izštekani (2018)